# Marcos Paulo Lima Batista Silva
Marcos Paulo Lima Batista Silva (Rio de Janeiro, 18 de janeiro de 2003), conhecido como Marcos Paulo, é um futebolista brasileiro que atua como lateral-esquerdo ou zagueiro. Atualmente, defende o Juventude, por empréstimo do Nova Iguaçu.

## Carreira
Revelado nas categorias de base do Nova Iguaçu, Marcos Paulo passou por empréstimo pela base do Flamengo até chegar ao time principal.
Após atuar com a equipe principal rubro-negra, foi emprestado ao Red Bull Bragantino II em 2024.
No início de 2025, foi cedido por empréstimo ao Juventude.

## Títulos
Flamengo
- Copa Libertadores: 2022[4]

- Copa do Brasil: 2022[4]